# NGC 6757
NGC 6757 este o galaxie situată în constelația Dragonul. A fost descoperită în 15 august 1884 de către Lewis A. Swift. Se află la o distanță de 1.226,2416 de parseci de Pământ.